# Саратан (Іспанія)
Саратан (ісп. Zaratán) — муніципалітет в Іспанії, у складі автономної спільноти Кастилія-і-Леон, у провінції Вальядолід. Населення — 5245 осіб (2010).
Муніципалітет розташований на відстані близько 170 км на північний захід від Мадрида, 4 км на захід від Вальядоліда.

## Демографія
Динаміка населення (INE ):

## Галерея зображень

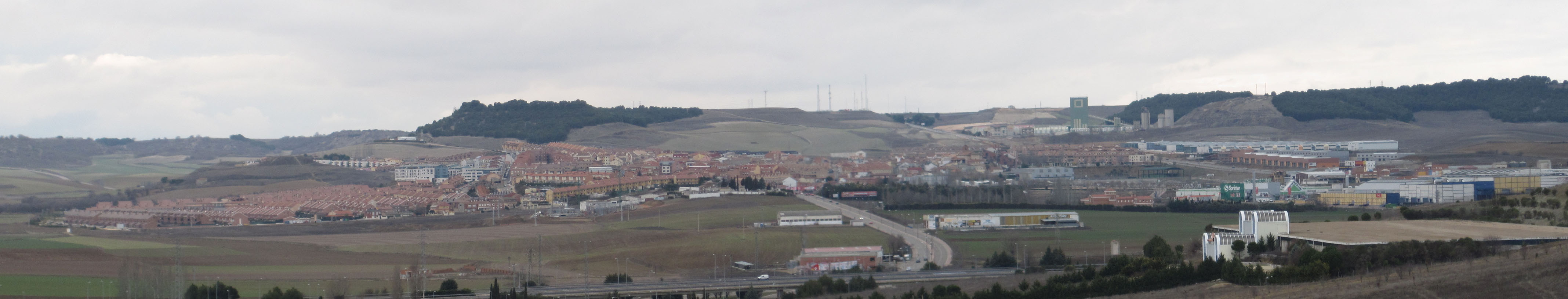
Панорама